# Humedal

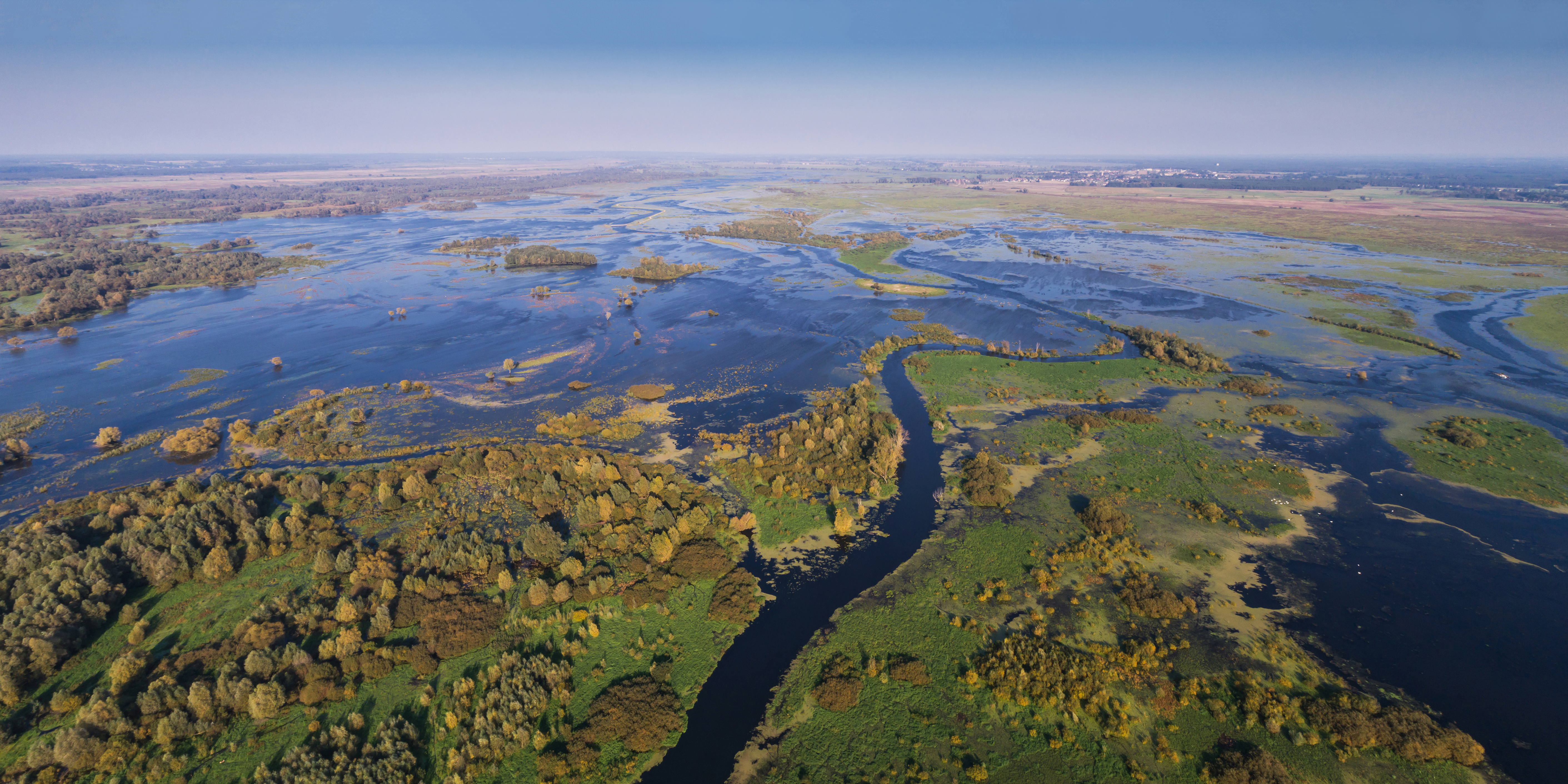
Vista aérea del parque nacional de Ujście Warty cerca de Kostrzyn nad Odrą en Polonia.

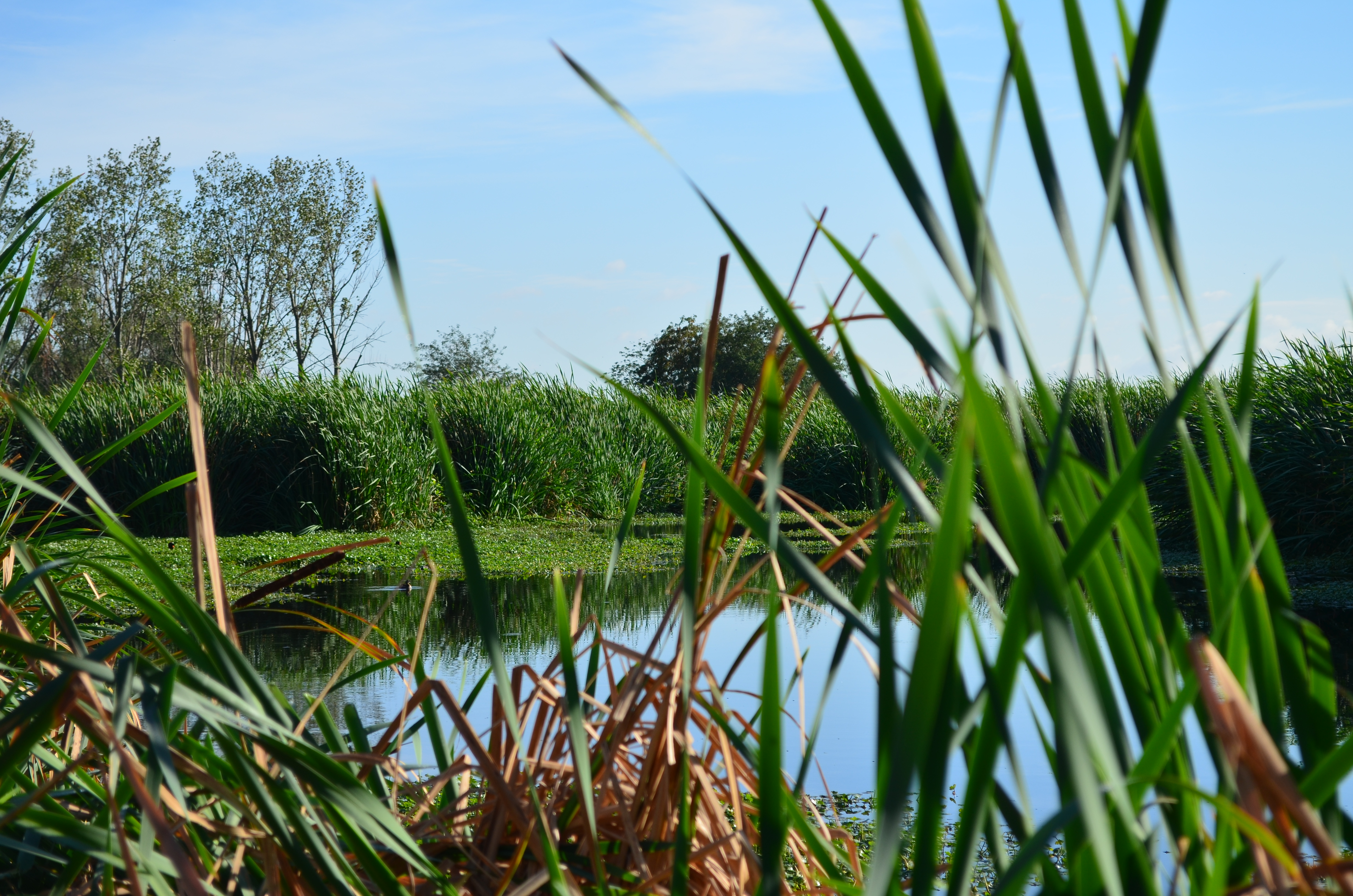
Laguna de Rocha, el humedal más grande la Cuenca Matanza-Riachuelo

Un humedal, chucua, o zona húmeda, es una zona de tierra, generalmente plana, cuya superficie se inunda de manera permanente o intermitente. Al cubrirse regularmente de agua, el suelo se satura, quedando desprovisto de oxígeno y da lugar a un ecosistema híbrido entre los puramente acuáticos y los terrestres.
Considerando que el concepto fundamental de un humedal no es el agua como tal sino la "humedad", se puede hablar de "ecosistemas húmedos" interdependientes de las aguas, ya sean superficiales o subterráneas.
La categoría biológica de humedal comprende zonas de propiedades geológicas diversas como ciénagas, esteros, marismas, pantanos, turberas, así como las zonas de costa marítima que presentan anegación periódica por el régimen de mareas (manglares).
Además de ser ambientes y ecosistemas muy importantes en la actualidad, los humedales fueron también muy comunes a lo largo de la historia de la Tierra, pues muchas rocas sedimentarias han sido interpretadas como formadas en antiguos humedales, tanto de agua dulce como costeros.
El Día Mundial de los Humedales se celebra cada 2 de febrero, desde que en 1971 se llevara a cabo la Convención de Ramsar.
Los humedales cubren al menos el seis por ciento de la Tierra y se estima que albergan el 40% de todas las especies de animales y plantas. Se han convertido en un tema central para la conservación debido a los servicios ecosistémicos que brindan. Más de tres mil millones de personas, aproximadamente la mitad de la población mundial, obtienen sus necesidades básicas de agua de humedales de agua dulce continentales. Proporcionan hábitats esenciales para los peces y diversas especies de vida silvestre, y desempeñan un papel vital en la purificación de aguas contaminadas y la mitigación de los efectos dañinos de las inundaciones y las tormentas. Además, ofrecen una amplia gama de actividades recreativas, como pesca, caza, fotografía y observación de la vida silvestre.
Desde el año 1700 la humanidad ha destruido el 87% de los humedales del planeta. Desde el año 1900 la humanidad ha destruido el 64% de los humedales.

## Definición
El Convenio de Ramsar define a los humedales como:

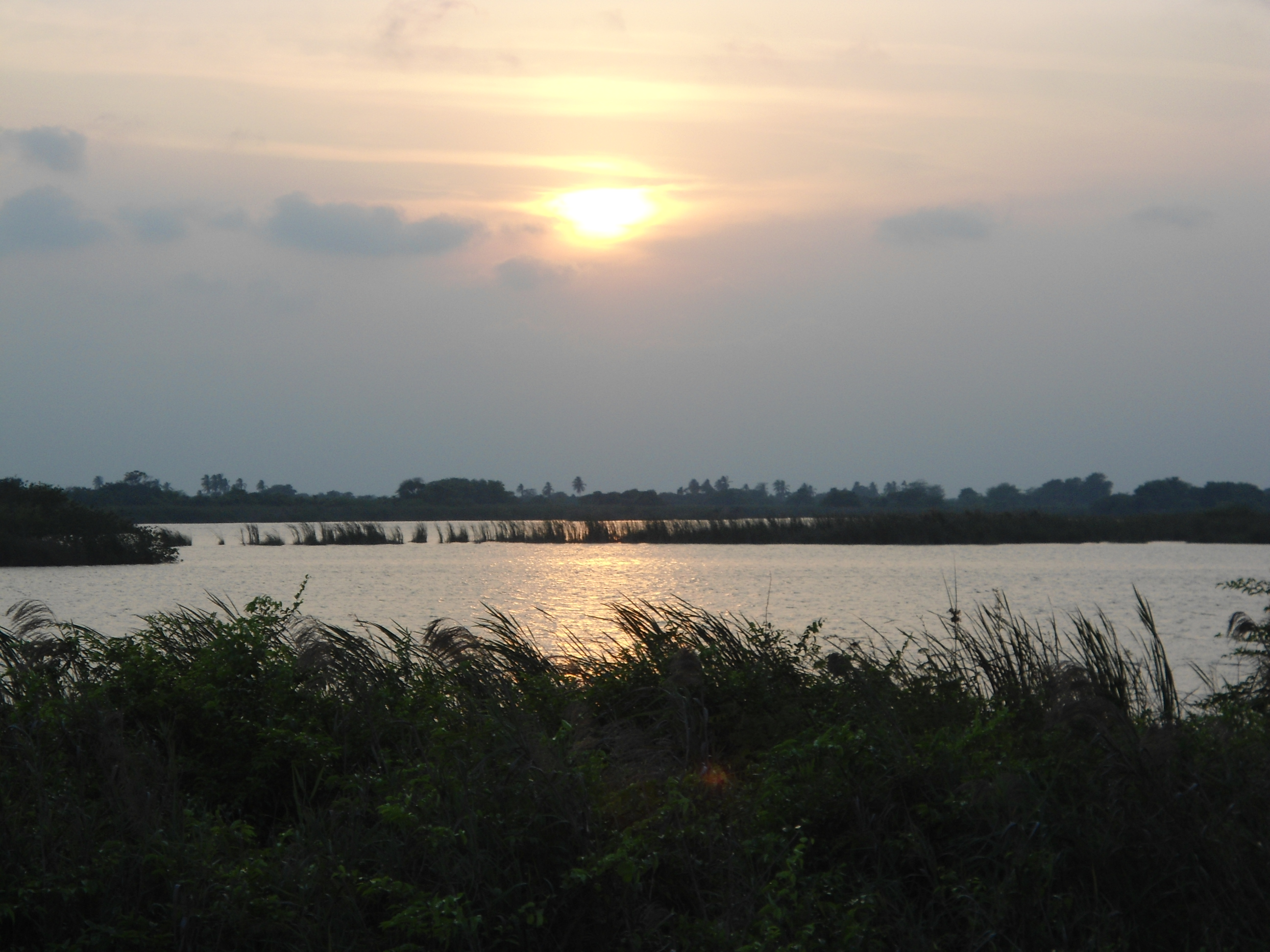
Pantanos de Centla, en Tabasco, México: el humedal más extenso de América del Norte y uno de los 15 más importantes del mundo.

"Un humedal es una zona de la superficie terrestre que está temporal o permanentemente inundada, regulada por factores climáticos y en constante interrelación con los seres vivos que la habitan."

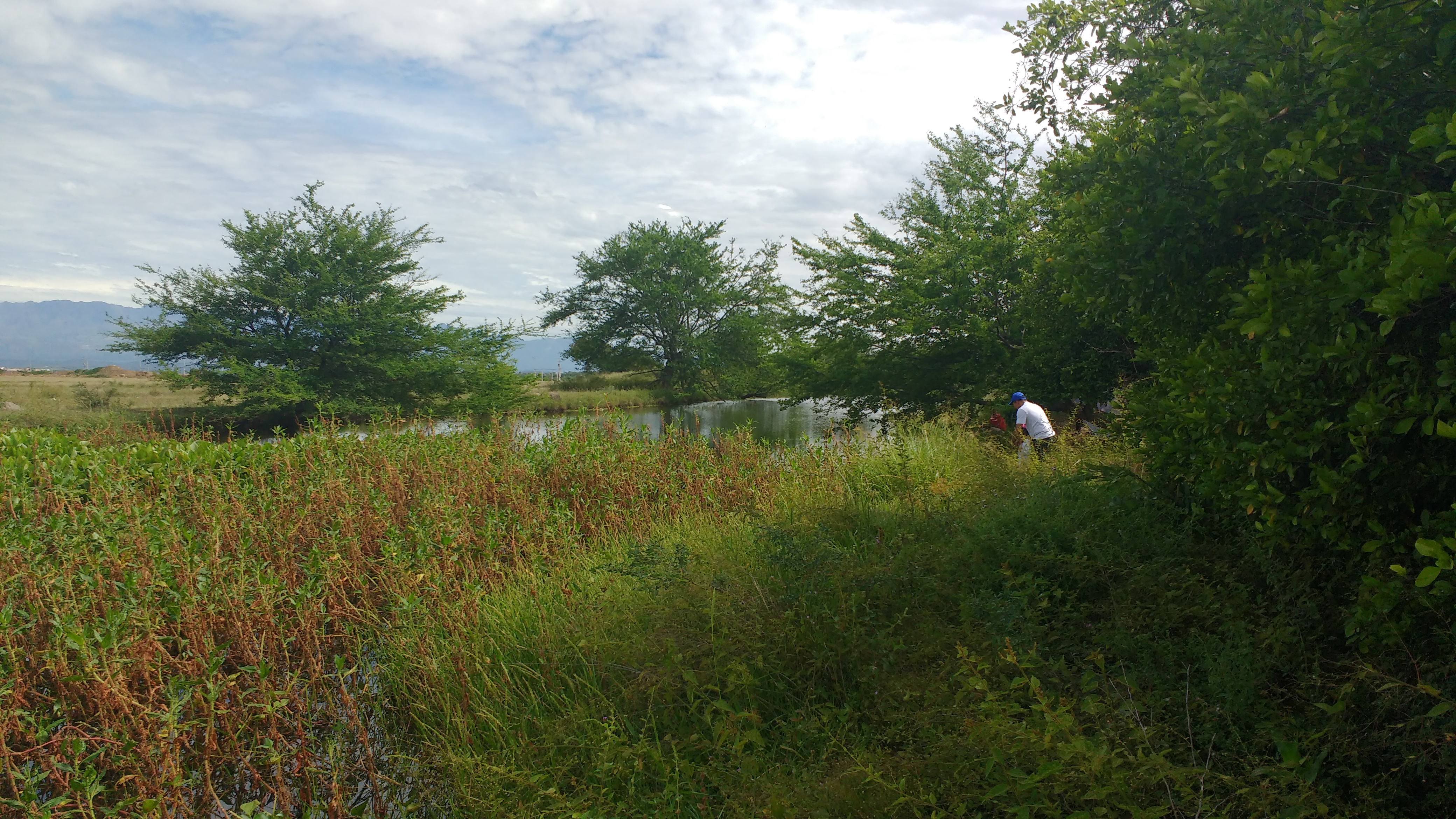
Humedal El Chaparro - Ciudad de Neiva (Huila - Colombia) [https://huilamagnifica.com/humedal-el-chaparro-neiva/

Según el artículo 1 del párrafo 1, se consideran humedales,
“Las extensiones de marismas, pantanos y turberas, o superficies cubiertas de aguas, sean éstas de régimen natural o artificial, permanentes o temporales, estancadas o corrientes, dulces, salobres o saladas, incluidas las extensiones de agua marina cuya profundidad en marea baja no exceda de seis metros”.
Asimismo, contenido en el artículo 2 del párrafo 1, se estipula que,
“Podrán comprender sus zonas ribereñas o costeras adyacentes, así como las islas o extensiones de agua marina de una profundidad superior a los seis metros en marea baja, cuando se encuentren dentro del humedal”.

## Características
El carácter distintivo de los humedales está en la escasa profundidad del nivel freático, con la consecuente alteración del régimen del suelo. La vegetación específicamente adaptada a estas condiciones se denomina hidrófita, cuando se ubica sobre zonas inundadas de agua; y freatofita cuando estas zonas se ubican sobre zonas de agua oculta (criptohumedales); en estos casos se reemplaza a las especies terrestres normales. 
Las peculiaridades del entorno hacen que la fauna presente sea por lo general endémica y netamente diferenciada de las zonas adyacentes; grandes familias de aves y entornos de este tipo.
La función principal del humedal, aparte de ser un gran ecosistema y un importante hábitat para muchos seres vivos, es que actúan como filtradores naturales de agua, esto se debe a que sus plantas hidrófitas, gracias a sus tejidos, almacenan y liberan agua, y de esta forma comienzan con el proceso de filtración. Antiguamente los humedales eran drenados por ser considerados una simple inundación de los terrenos, pero hoy en día se sabe que los humedales representan un gran ecosistema y se los valora más.
Los humedales son diversos según diferencias existentes a nivel regional o local, en la topografía, hidrología, vegetación y otros factores como la actividad humana..

### Hidrología
La hidrología de una zona húmeda está asociada con la dispersión temporal y espacial, flujo, y atributos fisicoquímicos de su agua superficial y subterránea. Basados en la hidrología, las zonas húmedas se pueden categorizar como Zona ribera (asociada a ríos), lacustre (asociada a lagos y reservas), y palustre (aisladas, sin corriente de agua).
Los flujos hidrológicos de entrada en una zona húmeda son fundamentalmente por precipitación, agua superficial y agua subterránea, mientras que los de salida son la evaportranspiración, escorrentía, y movimiento de aguas subterráneas.
La salinidad juega un papel clave en la química del agua de las zonas húmedas, especialmente aquellas situadas en la costa, y en regiones con grandes déficits de precipitación. En las zonas húmedas de no ribera, la salinidad natural se regula por las interacciones entre las aguas superficiales y subterráneas, que pueden estar influenciadas por la actividad humana.

### Suelo
La mayoría de nutrientes, tales como azufre, fósforo, carbono y nitrógeno se encuentran en el suelo de las zonas húmedas. Según si se produce una respiración aeróbica o anaeróbica en el suelo influirá en los ciclos de carbono, hidrógeno, oxígeno y nitrógeno del suelo, y la solubilidad del fósforo, contribuyendo a cambios químicos en el agua.

### Biodiversidad
Las zonas húmedas cubren una parte relativamente pequeña de la superficie de la Tierra. Aun así, son unos ecosistemas ricos en biodiversidad. Las zonas húmedas costeras como los manglares, los arrecifes de coral, estuarios y praderas marinas tienen las comunidades más productivas y biológicamente diversas del mundo. Sin embargo, el papel de las zonas húmedas como reservas de biodiversidad está amenazado, ya que son un ecosistema que se está perdiendo y degradando a un ritmo más rápido que cualquier otro (desde 1900, se han perdido más del 64% de zonas húmedas de todo el mundo).
Algunas especies de fauna y flora son completamente dependientes de las zonas húmedas, como es el caso del fartet, un pez de agua dulce que sólo vive en zonas húmedas litorales de la costa mediterránea ibérica y está amenazado de extinción.

#### Flora
La vegetación que podemos encontrar en una zona húmeda son las plantas acuáticas o hidrófitas, que son aquellas adaptadas a los ambientes acuáticos. Se pueden diferenciar 4 categorías: las emergentes están arraigadas en el suelo inundado pero la mayor parte está fuera del agua (boga, phragmites); las plantas con hojas flotantes son las que tienen las raíces fijadas al suelo sumergido, pero las hojas flotante (Nimfea); las sumergidas están completamente sumergidas y son las más adaptadas a los ambientes acuáticos (miriofile); las flotantes flotan completamente con las raíces libres en el agua, pueden presentar una morfología muy reducida y como no tienen raíces fijadas al sustrato, han de absorber los nutrientes directamente del agua (salvinaceas, lechuga de agua).

#### Fauna
- Mamíferos: sólo unos 100 mamíferos son estrictamente dependientes de zonas húmedas,[14][22] incluyendo algunos de los mamíferos más pequeños del mundo como algunas especies de musarañas, algunos de los más grandes del mundo como los hipopótamos, o de otros también conocidos como las nutrias, los castores, los visones o la rata almizclera.[23]

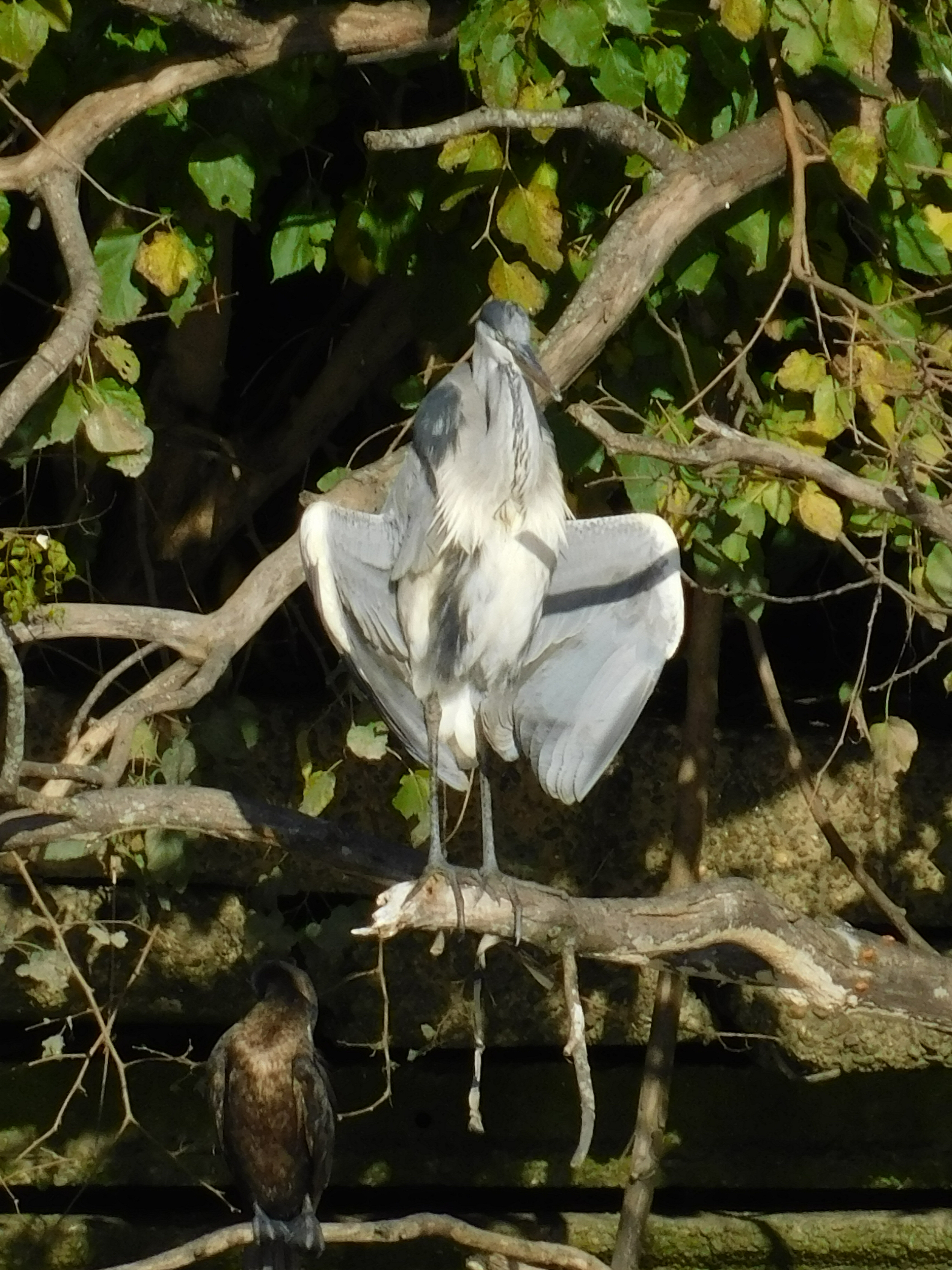
Aves de Humedal, en la foto una garza mora y un biguá sobre árboles en la costa. Bs.As. Mayo 2025.

- Aves de Humedal, en la foto una garza mora y un biguá sobre árboles en la costa. Bs.As. Mayo 2025.Pájaros: más de 1800 especies de aves tienen cierta dependencia de las zonas húmedas.[14][22] Algunos grupos son los colimbos, los somormujos, los pelícanos, los cuervos marinos, los anseriformes (patos, gansos, cisnes), los limícolas, etc[24]

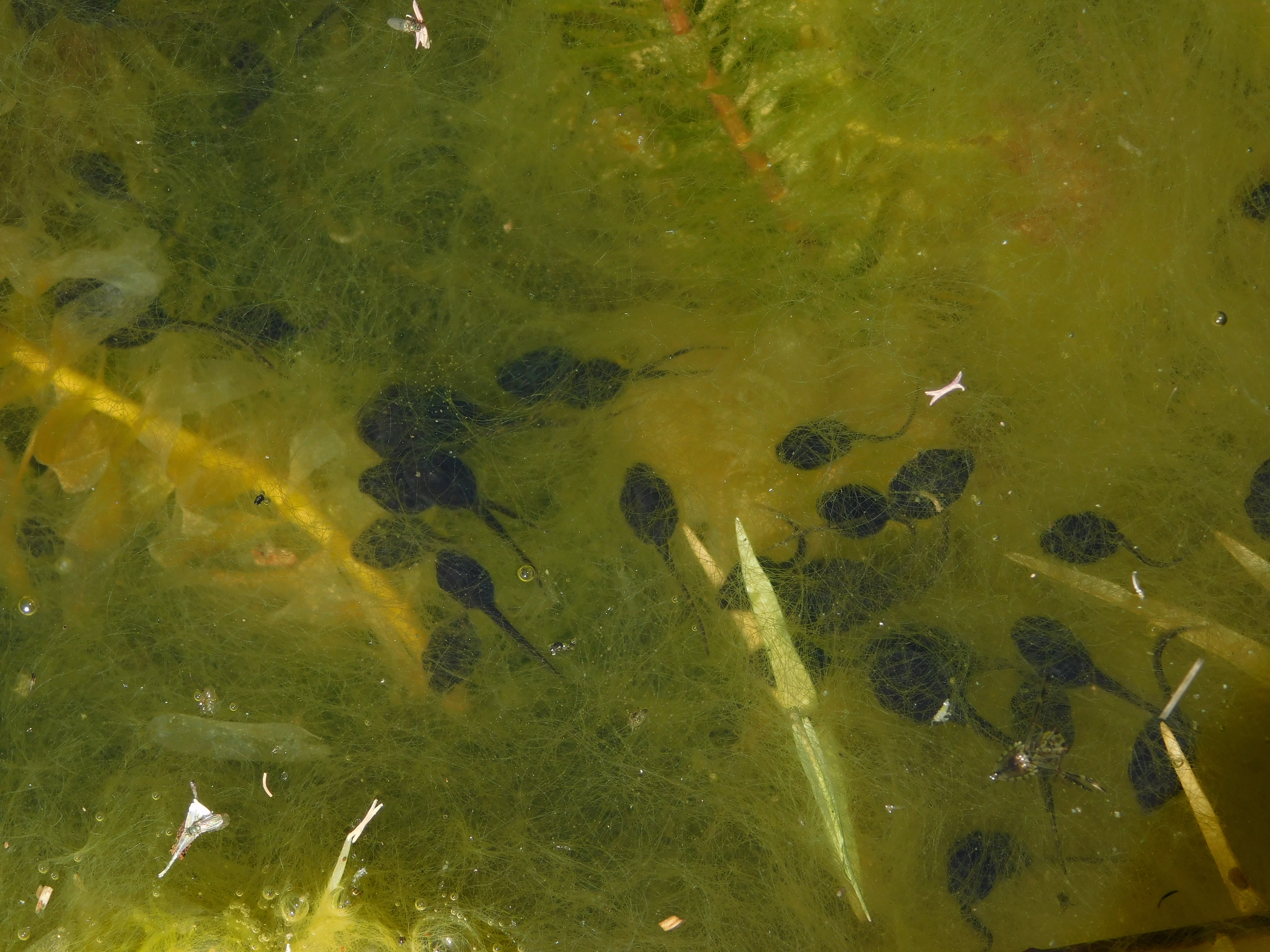
Foto de renacuajos nadando en humedal, de la Reserva Natural Urbana el Corredor, en Bs.As. Foto tomada en octubre de 2024.

- Foto de renacuajos nadando en humedal, de la Reserva Natural Urbana el Corredor, en Bs.As. Foto tomada en octubre de 2024. Anfibios: se han descrito más de 5000 especies en todo el mundo, todas ellas dependen de zonas húmedas de agua dulce (a excepción de algunas especies que pueden tolerar agua salobre) en algún momento de su ciclo biológico.[22] La mayoría de anfibios adultos se alimentan de invertebrados, por lo que son un enlace importante en la red trófica entre insectos y otros vertebrados.[25] Son animales muy sensibles a cambios en la calidad de los hábitats terrestres y acuáticos que habitan, ya que tienen una piel semi-permeable y presentan etapas del ciclo biológico diferentes. Debido a esta alta sensibilidad, los anfibios son utilizados como bioindicadores para saber la calidad ambiental de un hábitat.[26][27]

A pesar de su importancia, las tierras húmedas en todo el mundo se encuentran amenazadas. Estos peligros provienen de la conversión intensiva a la agricultura o acuicultura, desarrollo industrial, cambios hidrológicos artificiales o degradación por medio de la explotación excesiva. Siendo este uno de los temas más importantes de cara a su futura conservación.

## Clasificación

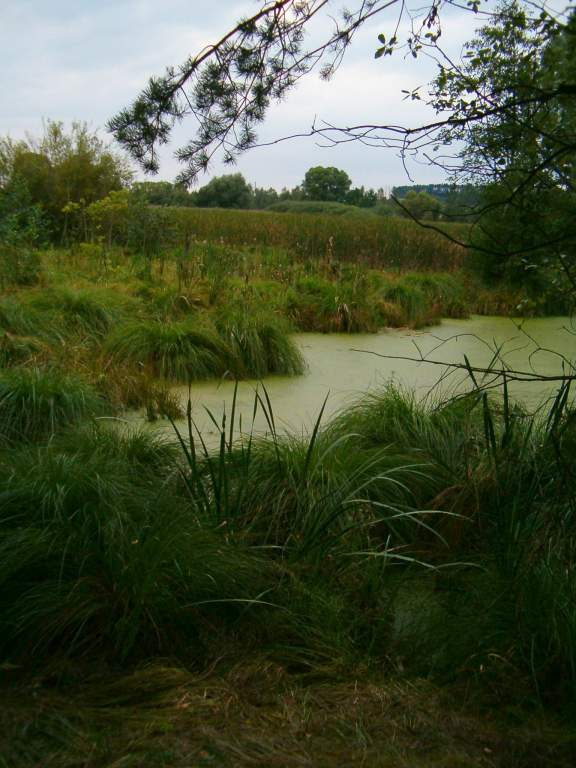
Recinto de aves acuáticas en el humedal de Tuchlovice, en la República Checa.

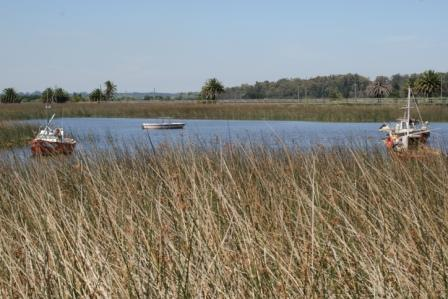
Humedales del río Santa Lucía, en Montevideo, Uruguay.

Se pueden establecer varios criterios para clasificar los humedales, en función de los objetivos que se persiguen o de los estudios en los que se basen: criterio morfológico (general, principalmente para divulgación), hidrogenético (según el origen y usos del agua, para demandas de agua), funcional (ecológico, según sus hábitats, para conservación medioambiental); o los criterios estructurales (desde el punto de vista de gestión), etc.

## Tipos morfológicos

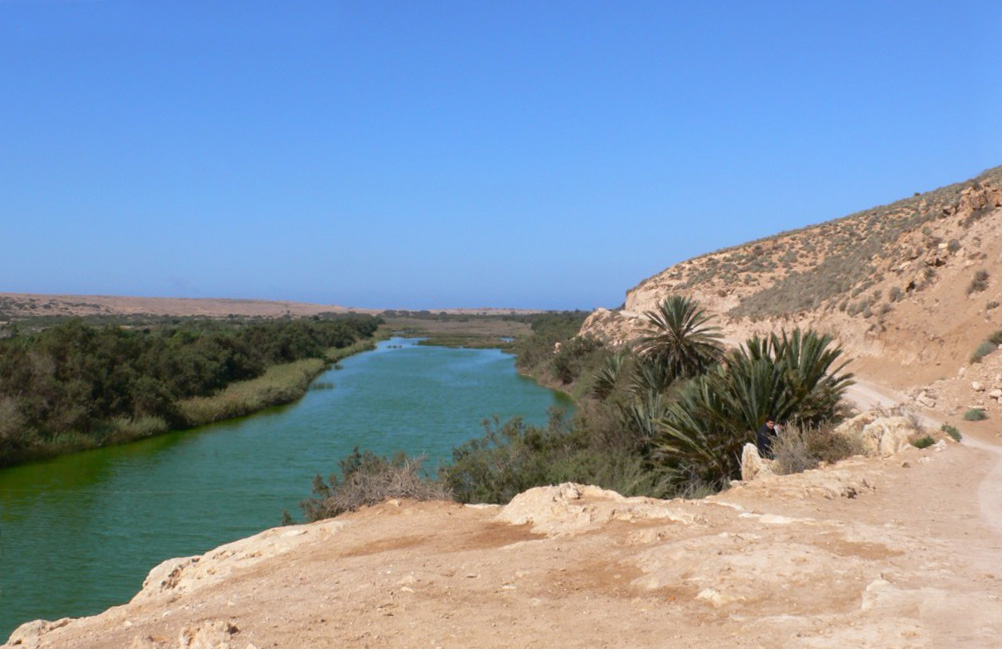
Desembocadura del río Massa, en el centro del parque nacional de Souss-Massa, en Marruecos.

En 1989 fueron clasificados más de treinta humedales naturales y nueve artificiales. A pesar de ello es posible identificar cinco grandes tipos morfológicos de sistemas de humedales:
- Marinos, son aquellos que no son afectados por caudales fluviales. Ejemplo de ellos son los arrecifes de coral y litorales.
- Ribereños, son aquellas tierras inundables frecuentemente por el desbordamiento de los ríos. Ejemplo de ellos son los bosques anegados, lagos de meandro y llanuras.
- Estuarios, son aquellos donde los ríos desembocan en el mar y el agua de estos alcanza una salinidad media entre el agua dulce y salada. Ejemplo de estos son los deltas, marismas y bancos fangosos.
- Lacustres, son aquellas zonas cubiertas de agua permanentemente con baja circulación. Ejemplo de ellos son los lagos glaciales de volcanes y lagunas en general. Existen las lagunas costeras, como el claro ejemplo del Mar Menor, que son ecosistemas muy singulares y que precisan de la máxima protección.
- Palustres, son aquellos ecosistemas que contienen agua casi permanentemente como las marismas, pantanos y ciénagas.

## Tipos estructurales
Desde el punto de vista estructural, se puede diferenciar los tipos de humedales basados, por una parte, en el criterio hidrológico de la estructura externa o de superficie; y por otra parte, en el criterio hidrogeológico que comprende la estructura interna o de conexión subterránea. Al conjunto de estos dos aspectos, también puede entenderse como criterio "hidrológico-estructural". Son:
- Criterio estructural hidrológico (Aspectos externos):
  - Hidrohumedal: presentan casi siempre lámina de agua aflorante (prácticamente durante todo el año)
  - Higrohumedal: presentan casi siempre lámina de agua oculta (prácticamente todo el año)

- Criterio estructural hidrogeológico (Aspectos internos):
  - Epigénicos: desvinculada su estructura de flujos subterráneos localizados próximos.
  - Freatogénicos: vinculada su estructura a flujos subterráneos localizados próximos.

Y dentro de los humedales freatogénicos, según sus ámbitos hidrogeológicos de flujo, que es por lo que se consideran "ecosistemas húmedos" interdependientes de las aguas subterráneas (es decir pueden ser generados por estas y a su vez aquellos pueden también generarlas, en función del gradiente hidrogeológico, en el espacio y tiempo), se pueden subdividir en otros 3 grupos:
- Humedales de recarga (en los umbrales piezométricos localizados de recarga): Navas, charcas de infiltración, tramos de recarga fluviales, etc..
- Humedales de tránsito (en las zonas de circulación de flujo subparalelo al terreno o tendencia plana): Criptohumedales continentales, criptohumedales litorales, lagunas de lámina aflorante, etc..
- Humedales de descarga (en las zonas de convergencia de flujo hidrogeológico): Encharcados manantiales, descargas de fondo, áreas de rezume, etc..

Por lo que, combinando entre sí ambos conjuntos de nomenclaturas, para sendos criterios externos e internos, resultarían 7 tipos hidrológico-estructurales:
1. Epigénico exclusivo: salinas costeras, albuferas, embalses, balsas, etc..
2. Hidrohumedal de recarga: lagunas de infiltración, arrozales, ríos filtrantes, etc..
3. Hidrohumedal de tránsito: lagunas esteparias, charcas freáticas, tablas de agua, etc..
4. Hidrohumedal de descarga: surgencias manantiales, lagunas fluviales, lagunas costeras,charcas manantiales, salinas de interior, rezumes, etc..
5. Higrohumedal de recarga: navas de montaña, charcas en ramblas permeables, etc..
6. Higrohumedal de tránsito: criptohumedales continentales, criptohumedales litorales, etc..
7. Higrohumedal de descarga: surgencias kársticas estacionales (trop plein), extrusiones kársticas, etc.

## Funciones y valor de los humedales
Los humedales sirven como ecosistemas multifacéticos con una amplia gama de funciones esenciales que contribuyen tanto al medio ambiente como a las sociedades humanas.

### Almacenamiento y filtración de aguas de inundación
Los humedales pueden ayudar a mitigar los impactos de las inundaciones en ciertas áreas debido a su función de almacenamiento de agua de inundación. Según el Departamento de Conservación Ambiental de Vermont, numerosos humedales, en particular aquellos situados en llanuras aluviales, poseen la capacidad de retener temporalmente el exceso de aguas de inundación cuando hay condiciones de alta escorrentía. Si bien en el pasado los humedales han sido comparados con esponjas naturales, su función es más precisa si se la compara con la de reservorios naturales. Almacenan aguas de inundación que se desbordan de las riberas de los ríos o se acumulan en zonas bajas. A medida que las aguas de las inundaciones disminuyen gradualmente, estos humedales liberan lentamente el agua almacenada en sus suelos. Esta función de retener parte de las aguas de inundación y regular el ritmo al que el agua vuelve a entrar al arroyo, puede reducir eficazmente la intensidad de las inundaciones y la erosión río abajo. Los humedales también ayudan en la filtración del agua eliminando el exceso de nutrientes, ralentizando el flujo y permitiendo que las partículas se sedimenten y luego puedan ser absorbidas por las raíces de las plantas. Su vegetación y suelo atrapan sedimentos y contaminantes, mientras que los microbios beneficiosos del humedal descomponen las sustancias dañinas. De esta manera, estos invertebrados son capaces de eliminar hasta el 90% de las bacterias del agua.

### Hábitat

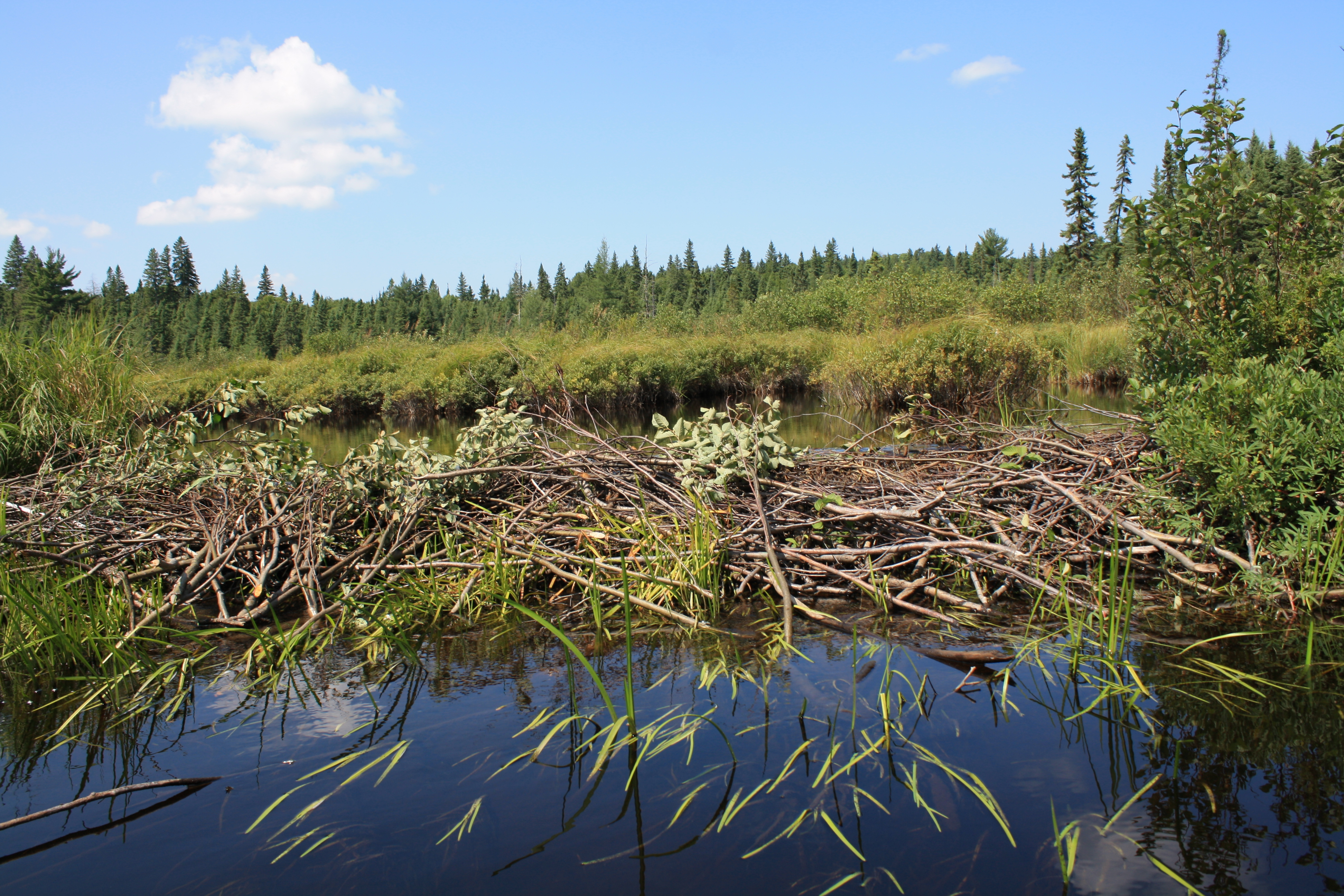
Los castores son uno de los muchos organismos que utilizan los humedales como hábitat. Los castores construyen presas para cuidar a sus crías y utilizarlas como refugio seguro frente a los depredadores y las condiciones climáticas.

Los humedales desempeñan un papel vital al proporcionar hábitats diversos y críticos para una amplia variedad de especies de plantas y animales, y sirven como piedra angular de la diversidad ecológica. Diferentes especies de peces y vida silvestre utilizan los humedales de diferentes maneras. Algunos dependen de los humedales como su hábitat principal, mientras que otros los utilizan estacionalmente para obtener alimento y refugio. Los humedales son cruciales para la supervivencia de muchas especies, mientras que sirven como hábitats estacionales esenciales para otras. La sinergia de aguas poco profundas, abundantes nutrientes y alta productividad primaria crea un ambiente perfecto para el crecimiento de los organismos que constituyen la base de la cadena alimentaria, proporcionando alimento a diversos peces, anfibios, mariscos e insectos.  Los humedales también han sido un lugar favorecido por los científicos para ayudar al mejoramiento y descubrimiento de la medicina. Se estima que entre un 70 y un 80% de la población mundial depende de la medicina herbal, así como de los ingresos provenientes de la cosecha y el comercio de plantas, debido a sus fines medicinales. Aunque no existe un inventario mundial de especies medicinales de humedales, el sauce blanco es un ejemplo. Esta planta ribereña se utiliza en productos para el cuidado de la piel, además de ser la fuente original de ácido salicílico. Además, numerosas especies de aves y mamíferos dependen de los humedales para encontrar alimento, beber agua y tener un lugar seguro donde permanecer, particularmente durante sus largos viajes o cuando tienen crías. 

### Mitigación del cambio climático
Los humedales desempeñan un papel crucial y multifacético en la mitigación del cambio climático a través de sus procesos y funciones naturales. Capturan carbono del aire cuando las plantas crecen y atrapan sedimentos del agua. Este carbono se almacena en las plantas, las hojas, el suelo y el barro, a veces durante miles de años. Según un artículo publicado por AM Nahlik y MS Fennesy, a nivel mundial, los humedales retienen alrededor de 700 mil millones de toneladas de carbono, principalmente en suelos de turba, con una tasa de secuestro anual de 96 millones de toneladas. En Estados Unidos, se estima que los humedales contienen 11.520 millones de toneladas de carbono, equivalentes a aproximadamente el 1% de la reserva mundial de carbono del suelo, lo que pone de relieve la capacidad de almacenamiento de carbono de los humedales a escala global.
Además de su capacidad para almacenar carbono, los humedales actúan como amortiguadores naturales frente a fenómenos climáticos extremos. Funcionan como esponjas, absorbiendo el exceso de agua durante las lluvias intensas y liberándola en períodos de sequía, lo que ayuda a prevenir inundaciones y a mantener el flujo de agua durante todo el año. Esta función es esencial, ya que regula los ciclos hidrológicos y protege las comunidades humanas y la biodiversidad.

### Productividad biológica
Aunque los humedales sólo cubren alrededor del 5% de la superficie terrestre de los Estados Unidos continentales, sustentan el 31% de las especies de plantas. Gracias a su capacidad de absorber nutrientes, los humedales pueden ser altamente productivos biológicamente (capaces de producir biomasa rápidamente). Los humedales de agua dulce son incluso comparables a las selvas tropicales en cuanto a productividad vegetal. Su capacidad para crear biomasa de manera eficiente puede resultar importante para el desarrollo de fuentes de energía alternativas.

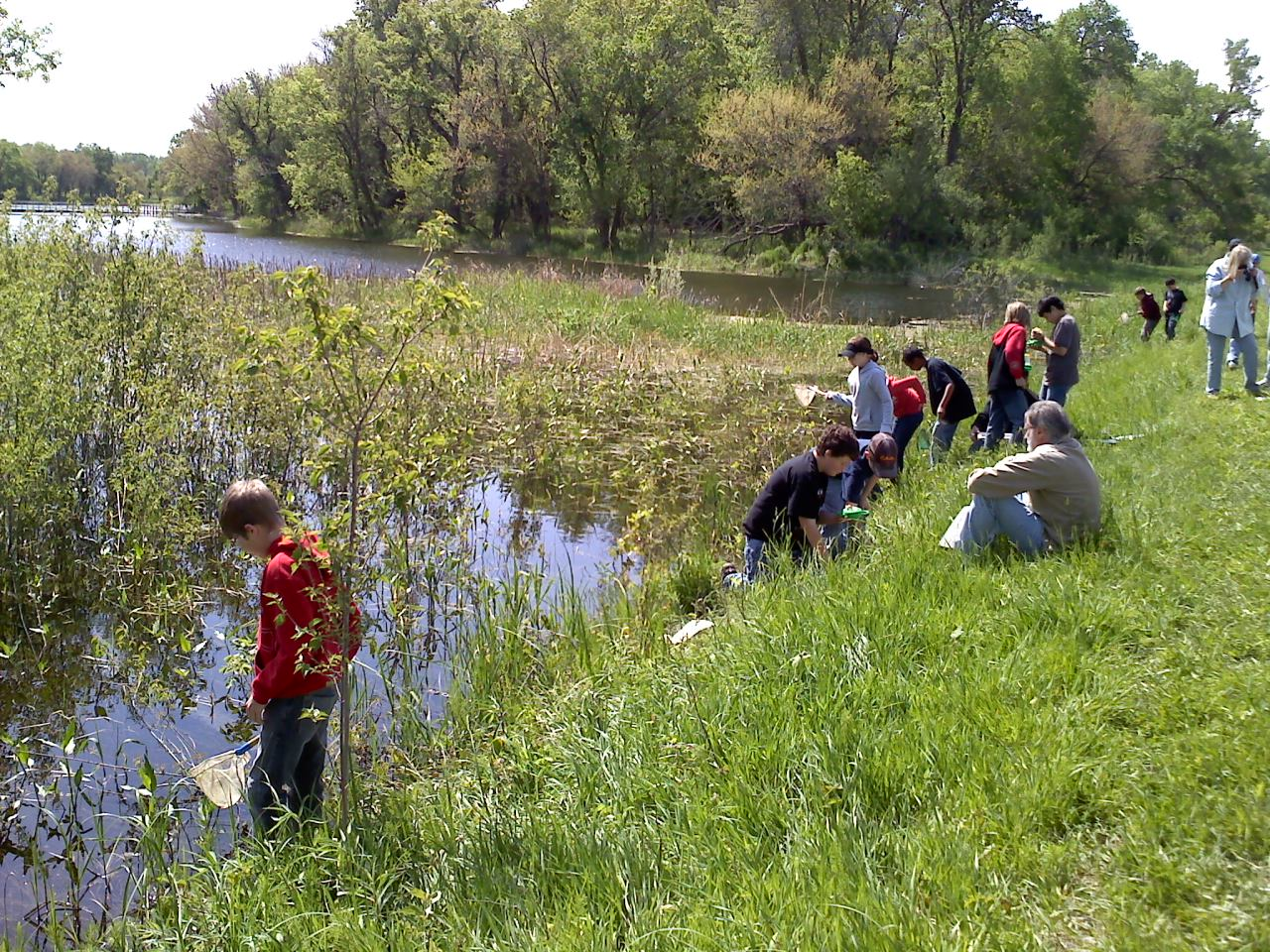
Estudiantes exploran los humedales en el Refugio Nacional de Vida Silvestre DeSoto para obtener beneficios educativos.

### Recreación, educación e investigación
Los humedales, más allá de su importancia ecológica, ofrecen una gran cantidad de oportunidades recreativas, sirven como recursos educativos invaluables y sirven como laboratorios vivientes para investigaciones vitales. Estos ecosistemas únicos atraen a los entusiastas de las actividades al aire libre, brindando espacios para actividades como la observación de aves, el senderismo y la fotografía, y al mismo tiempo sirven como plataformas educativas donde las personas pueden aprender sobre la naturaleza y la conservación del medio ambiente. Además, los humedales proporcionan a los investigadores entornos dinámicos para estudiar diversos procesos ecológicos y especies, lo que contribuye a nuestra comprensión del mundo natural.

## Amenazas a los humedales
Según ONU Cambio Climático, los humedales están desapareciendo tres veces más rápido que los bosques. Los humedales se enfrentan a amenazas crecientes que ponen en riesgo su salud. El desarrollo urbano, la contaminación, el drenaje de tierras y el cambio climático están poniendo en peligro estos valiosos hábitats que sirven como amortiguadores esenciales contra inundaciones y refugios para la vida silvestre.

### Pérdida de hábitat
A nivel mundial, se estima que solo la continua pérdida de hábitat provocará la extinción de aproximadamente 1.700 especies de vertebrados para el año 2070. Los humedales costeros son muy vulnerables a esta amenaza debido a la erosión, el hundimiento, el aumento del nivel del mar, el desarrollo y el drenaje. "Aproximadamente siete campos de fútbol cada hora, y un aumento del veinticinco por ciento con respecto al período de estudio de seis años anterior". Los impactos directos comunes de la pérdida de hábitat en los humedales incluyen la eliminación de la vegetación, la fluctuación en los niveles de agua y la construcción de edificios. La disminución del hábitat de los humedales tiene implicaciones económicas y sociales de gran alcance. La degradación y pérdida de estos hábitats han provocado la reducción de las poblaciones de peces, tanto en tamaño como en diversidad. Esto, a su vez, ha provocado una disminución de la disponibilidad de oportunidades tanto para la industria pesquera comercial como para la pesca recreativa, lo que afecta los medios de vida y las actividades de ocio de muchas personas y comunidades. Esta pérdida de hábitat no sólo afecta a los peces que residen en estos humedales y las actividades recreativas que de ellos se derivan, sino que la reducción de las poblaciones de peces resultante de la pérdida de hábitat en los humedales puede alterar el delicado equilibrio del ecosistema. Como los peces desempeñan un papel crucial en la cadena alimentaria, su disminución puede provocar cambios en la abundancia y el comportamiento de otras especies, afectando a todo el ecosistema de humedales.

### Contaminación

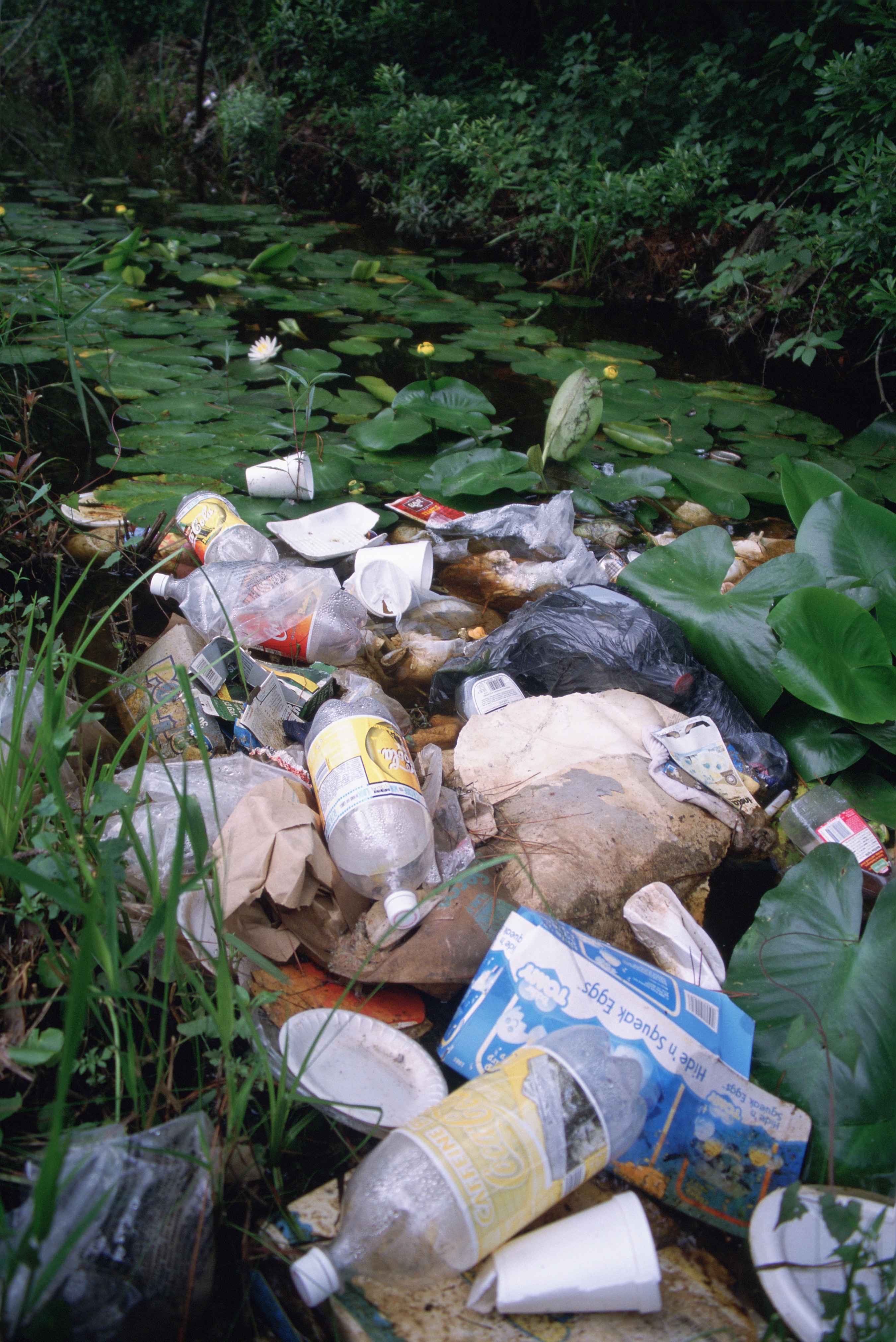
Contaminación de plásticos presente en un humedal.

Los humedales son susceptibles a los efectos nocivos de la contaminación, que puede socavar su salud ecológica y disminuir sus funciones vitales. La contaminación procedente de diversas fuentes, incluidas las escorrentías agrícolas, los vertidos industriales y los contaminantes urbanos, plantea una amenaza importante para el delicado equilibrio de los ecosistemas de humedales, afectando no sólo a sus residentes vegetales y animales, sino también a los servicios ecosistémicos que prestan. Según un artículo publicado por NOAA Fisheries, debido a las altas concentraciones de contaminación, la capacidad del sistema de filtración de un humedal puede verse sobrepasada, permitiendo así que el exceso de nutrientes y productos químicos tóxicos se concentren en los cursos de agua, creando zonas muertas que dejan a los organismos que viven en el agua incapaces de sobrevivir. Los humedales no sólo sirven como conductos para el paso de desechos plásticos, sino que también actúan como sitios donde estos desechos se acumulan con el tiempo, lo que plantea desafíos duraderos.  Las acciones humanas, incluida la construcción de carreteras y la extracción de recursos, han perturbado significativamente los ecosistemas de humedales. Esto ha hecho que los humedales previamente drenados sean susceptibles a incendios forestales, aumentando así las posibilidades de contaminación del aire por los metales tóxicos que los humedales han absorbido y almacenado en la turba, y que pueden representar amenazas para la salud de las personas y el medio ambiente. Una vez que se enciende un humedal drenado, "los incendios de turberas son difíciles de contener, ya que pueden arder durante semanas, meses o incluso años. Producen gran cantidad de humo y cenizas, llenando el aire de partículas microscópicas". 

### Especies invasoras

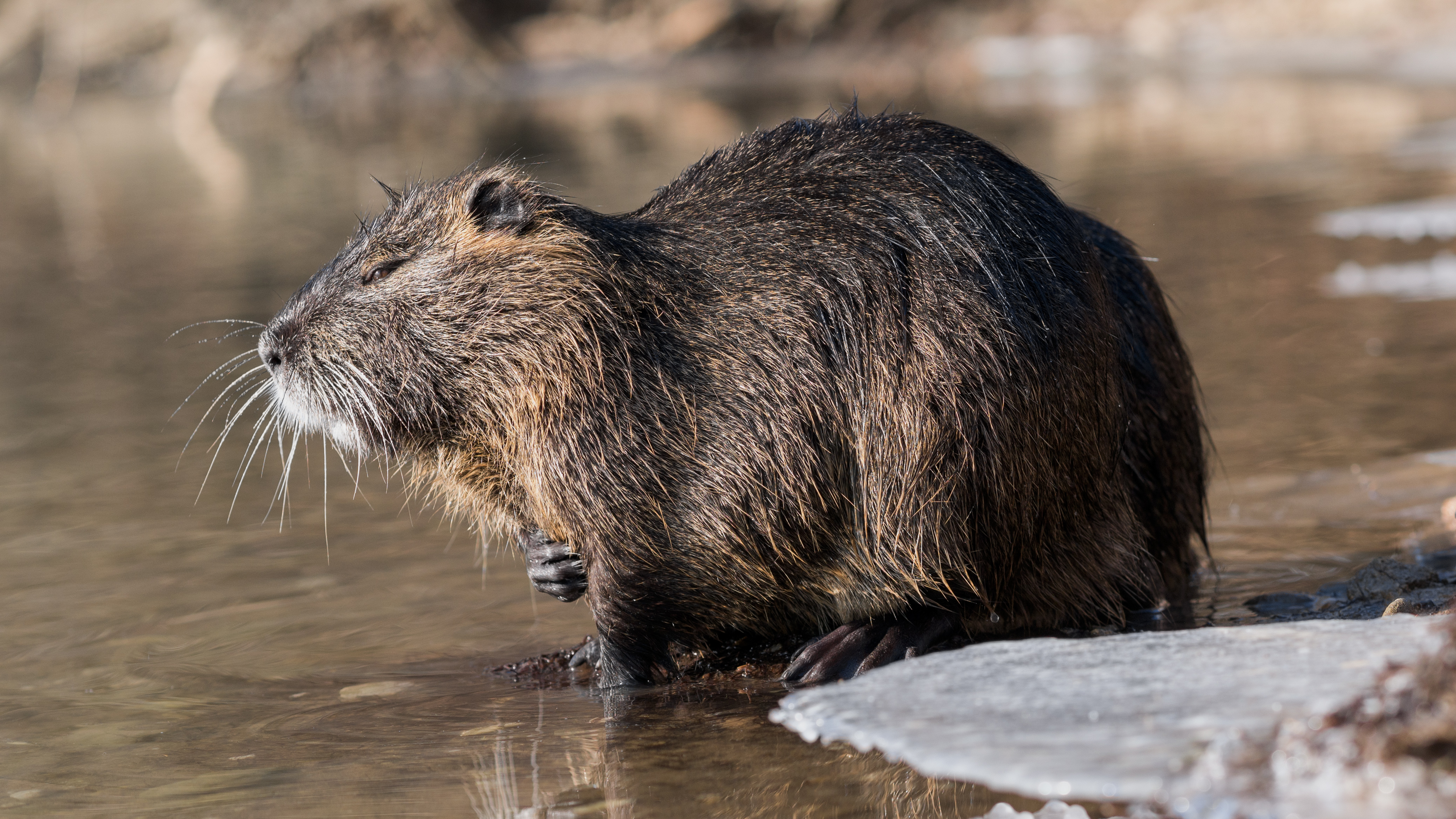
Nutria (Myocastor coypus).

Las especies invasoras están causando daños considerables a los humedales al competir con las plantas y los animales nativos, alterando así el delicado equilibrio de estos ecosistemas. Estos invasores a menudo crecen de forma más agresiva y pueden cambiar la estructura y función del humedal, reduciendo su capacidad de control de inundaciones y purificación del agua . Además, las especies invasoras pueden afectar negativamente la disponibilidad de hábitats adecuados para las especies nativas y contribuir a la degradación general de la salud de los humedales. Un ejemplo de uno de los muchos organismos que representan una amenaza de especie invasora para los humedales es la nutria . La nutria es un roedor semiacuático originario de Sudamérica que fue traído a Estados Unidos en 1889 debido a la popularidad de su pelaje, pero con el paso de los años se ha apoderado de humedales debido a que fue liberado o escapó de ranchos. Debido a su alta tasa reproductiva y la falta de control poblacional implementado, estos roedores han provocado daños a los cultivos, disminución de plantas nativas debido al consumo y un aumento en los daños por inundaciones debido a sus madrigueras bajas.

### Cambio climático
El cambio climático tiene un impacto significativo en los humedales, principalmente a través del aumento de las temperaturas y la alteración de los patrones de precipitación. Estos cambios pueden provocar cambios en los ecosistemas de humedales, afectando la distribución de especies vegetales y animales. Además, el aumento de las temperaturas puede provocar la pérdida de hábitat de humedales y contribuir al aumento del nivel del mar, lo que puede amenazar aún más la estabilidad y la función de los humedales costeros, además de provocar alteraciones de los patrones de precipitación y sequías prolongadas, lo que da lugar a una reducción de los niveles de agua y al secado de las zonas de humedales. A medida que aumentan las temperaturas, los humedales son susceptibles a incendios forestales más frecuentes y graves. El aumento del riesgo de incendios puede provocar la destrucción de la vegetación de los humedales, disminuyendo aún más su capacidad para sustentar la vida silvestre y mantener sus funciones ecológicas. 

## Conservación
Si bien la conservación de los humedales estuvo favorecida hasta épocas recientes por la dificultad para habitarlos, los proyectos de terraformación recientes constituyen un grave riesgo para las especies endémicas. La biodiversidad de los humedales los convierte en un recurso ecológico crucial. En el año 1971 la Unión Internacional para la Conservación de la Naturaleza (IUCN por sus siglas en inglés) formuló un listado de humedales.
La tasa de pérdida de humedales de al menos un 70% de los humedales del mundo por cada 100 años ha disminuido en Europa y se ha mantenido baja en Norteamérica. Sin embargo, en Asia se ha mantenido la tasa, donde el cambio de uso de suelo a gran escala ha continuado destruyendo los humedales. No hay evidencia concluyente sobre si la inversión pública de diferentes Estados partícipes de la convención de Ramsar ha podido paliar las tasas de cambio de uso del suelo que amenazan a los humedales del mundo. Existe una necesidad de mejorar el conocimiento del cambio de uso de suelos a nivel mundial, particularmente en África, Oceanía y las zonas tropicales de América.

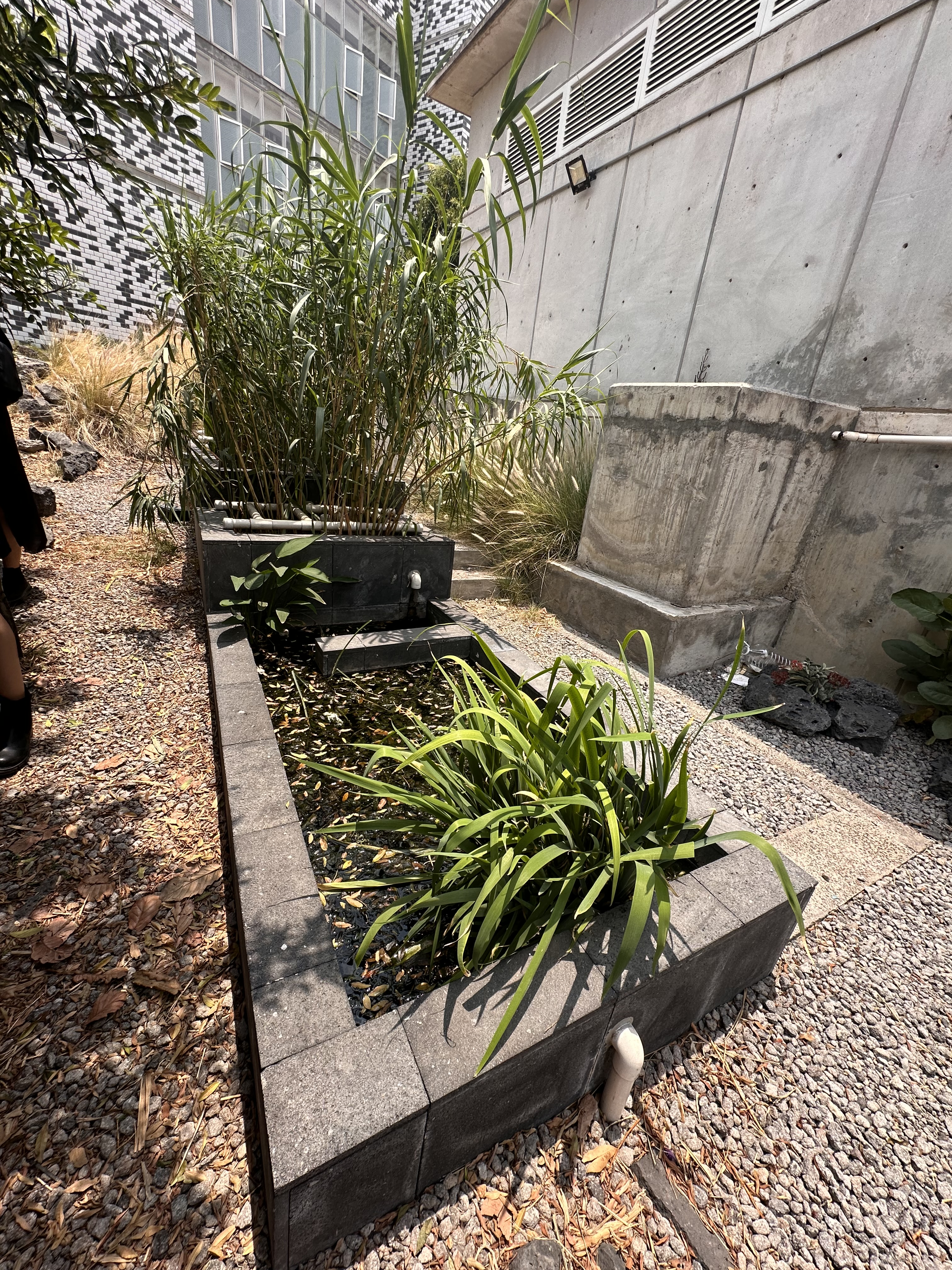
Humedal artificial creado en la Escuela de Ciencias de la Tierra, en la Universidad Nacional Autónoma de México

La mitad de los ríos, humedales y acuíferos españoles están en mal estado.

## Proyectos de conservación en humedales

### En América Latina
- Proyectos de conservación en el Pantanal de Brasil, el pantano de agua dulce más grande del mundo, por intermedio del Programa de Desarrollo del Noroeste y el Proyecto Nacional del Medio Ambiente de ese país.
- Proyectos de Prevención, Mantenimiento y Conservación de los humedales a nivel nacional, Colombia.
- SOS HUMEDALES - Proyecto de conservación sostenible de humedales, Villa La Angostura (NQN), Argentina.

#### En Chile
- En la ciudad de Llanquihue, se están llevando a cabo proyectos de conservación y restauración de humedales urbanos por parte de la Fundación Legado Chile,[54] financiado en parte por la plataforma de conservación Pic Parks.[55]
- Entre las comunas de Santo Domingo y San Antonio, región de Valparaíso, se lleva a cabo un programa de restauración del Humedal Río Maipo, ubicado en la desembocadura del mismo río. Desde el 2002, el municipio de Santo Domingo decide proteger el ecosistema, mediante la declaración de 40 hectáreas como Parque Natural Municipal. El año 2022, mediante la adjudicación de un Fondo del Gobierno Regional de Valparaíso, Fundación Cosmos - organización que desde el 2018 administra el Santuario Parque Humedal Río Maipo - ejecuta el "Programa de Recuperación Integral de Restauración Socioecológica del santuario", retirando 10.000m3 de residuos y reforestando 3 hectáreas, con más de 1200 individuos de flora nativa.[56]

#### En Argentina

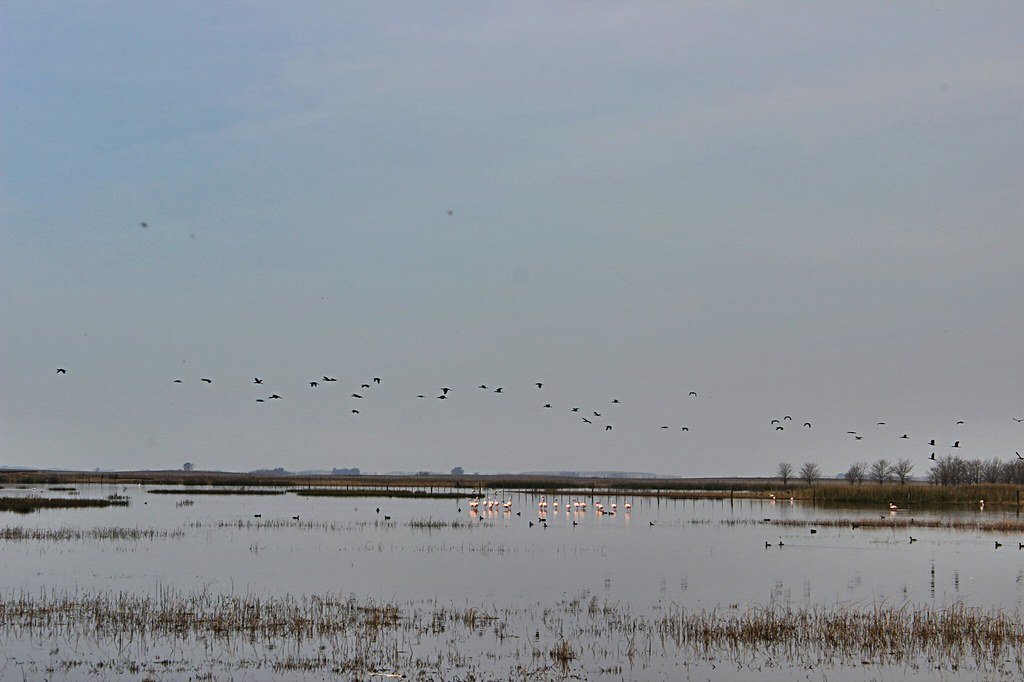
Buenos Aires-Alberti-Laguna con Flamencos., Argentina

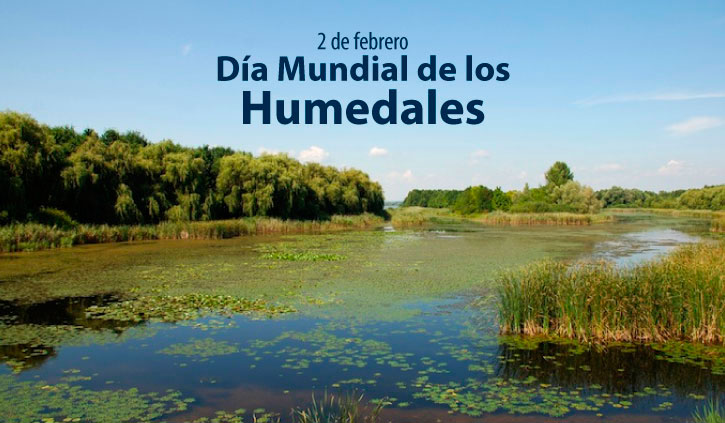

- Buenos Aires-Alberti-Laguna con Flamencos., ArgentinaEn la Provincia de Santa Fe, en pleno litoral y con el río Paraná como protagonista se encuentran  numerosos ecosistemas[57] de gran biodiversidad desarrollados en zonas que se inundan periódicamente, estos humedales cumplen un rol importante como la reserva de agua dulce. Están en un rango internacional como humedal,[58] el sitio Ramsar Delta del Paraná.[59]

## Políticas, procedimientos y lineamientos para el manejo de los humedales

### Del Banco Mundial
- El documento de política más importante es la Directiva Operacional 4.00, Anexo D: "Wildlands: Their Protection and Management", que considera a los humedales como tierras silvestres de particular importancia.
- Los procedimientos del Banco Mundial, son apoyados por tales políticas internacionales como la Convención RAMSAR, que alienta a sus países miembros a señalar importantes humedales dentro de sus fronteras para una lista de áreas apreciadas por sus características biológicas y otras de interés científica. (Actualmente (año 2006) existen más de 395 sitios para tierras húmedas, señalados en 46 países). Sin embargo, es de importancia crítica recordar que casi todas los humedales desempeñan funciones importantes. Los sitios grandes o “en listados” no son los únicos a ser considerados en la preparación de los proyectos.

## Humedales destacados
- Esteros del Iberá, en Argentina.
- Bañado La Estrella, en Argentina.

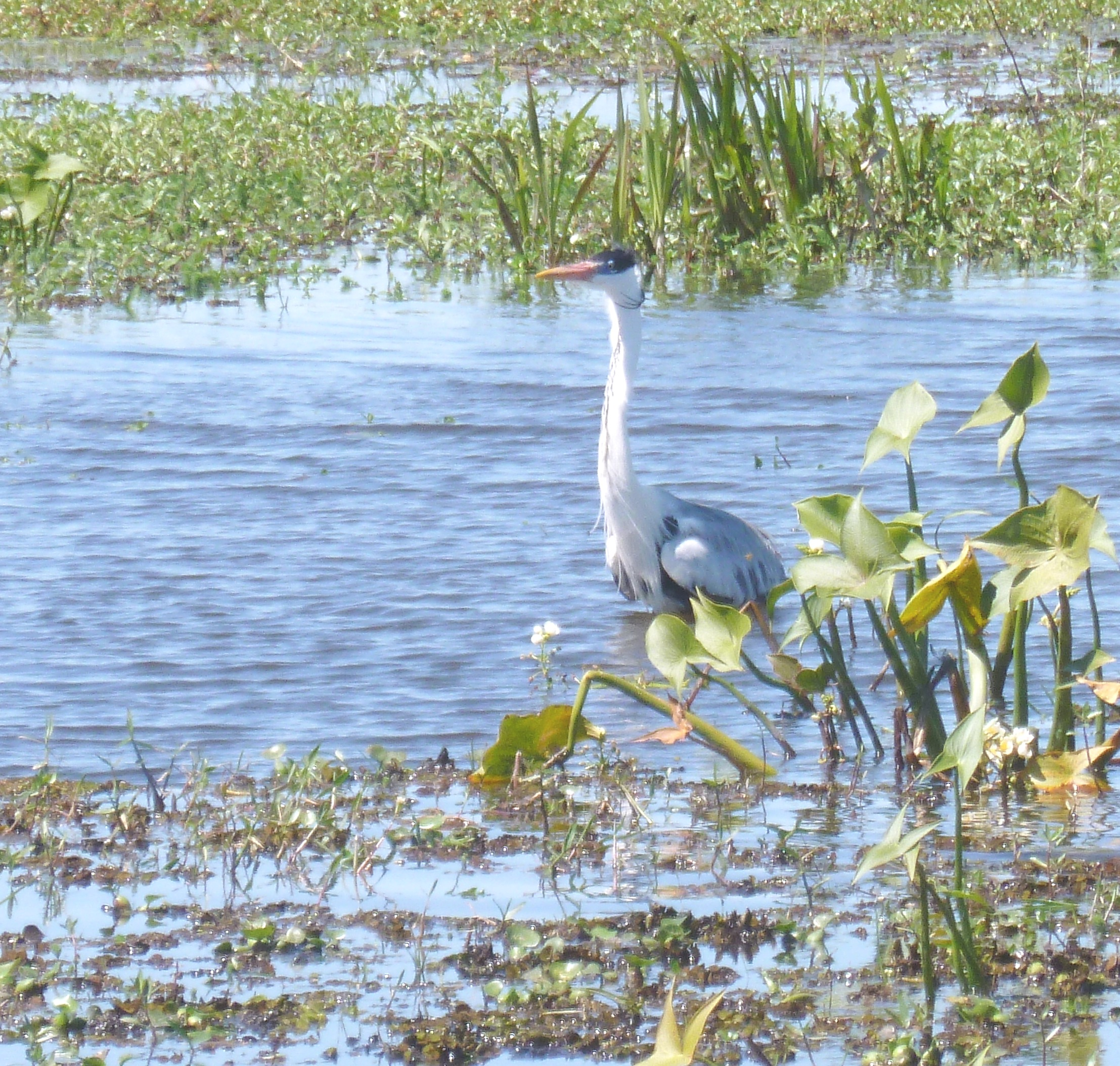
Una garza mora, en los Esteros del Iberá, Argentina.

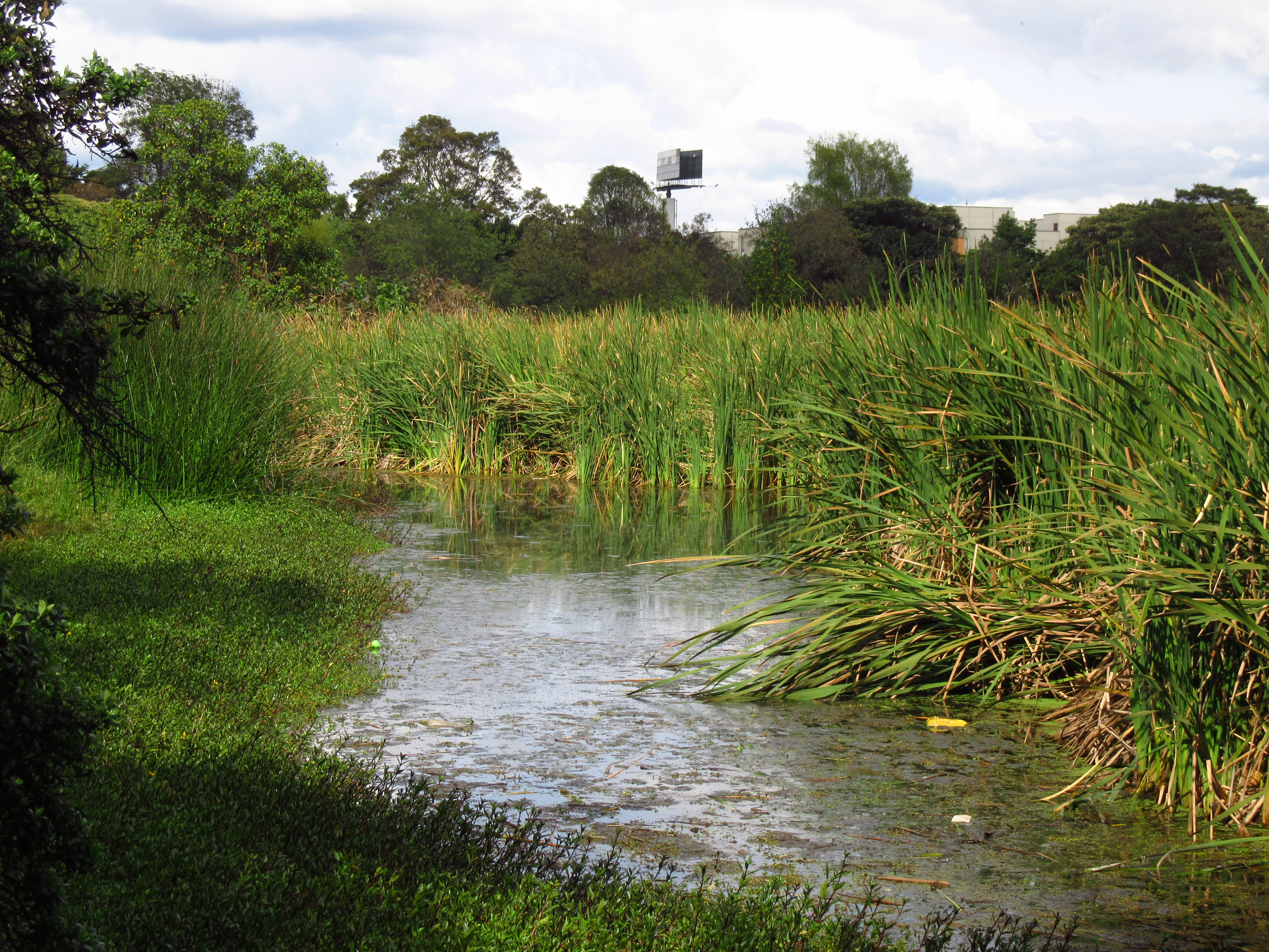
Humedal Santa María del Lago, parte del circuito de Humedales de Bogotá.

- Sitio RAMSAR Humedales Chaco, en Argentina.
- Parque nacional Los Haitises, República Dominicana
- Sitio Ramsar Jaaukanigás, en Argentina.[60]
- Laguna de Rocha,[61] en Monte Grande, Buenos Aires, Argentina.
- Refugio de Vida Silvestre Bocas del Polochic,[62] en Guatemala.
- Pantanal brasileño-paraguayo-boliviano.
- Bañados de Otuquis, en Bolivia.
- Bañados de Izozog, en Bolivia.
- Bañados de Tichela, en Bolivia.
- Lago Titicaca, tanto del lado peruano como del boliviano.
- Delta del Okavango, en Botsuana.
- Golfo de la Reina Maud, en Canadá.
- Humedal Moncul, en Chile.
- Humedal El Yali, en Chile.
- Río Cruces, en Chile.
- Humedal Ojos de Mar, Chile
- Ciénaga Grande de Santa Marta, albufera en la costa Caribe, al oriente de la boca del río Magdalena, en Colombia.
- Humedales de Bogotá, en Colombia.
- Delta del Río Baudó, en Colombia.
- Palo Verde, en Costa Rica.
- Lago Enriquillo, en la República Dominicana.
- Ciénaga de Zapata, en Cuba.
- Doñana, Tablas de Daimiel, Albufera de Valencia, Delta del Ebro, Mar Menor y Lagunas de Ruidera, en España.[63]
- El galacho de La Alfranca y el galacho de Juslibol, en la provincia de Zaragoza, España.
- Charca de Suárez,[64] en Motril, Andalucía, España.
- Parque natural Everglades, en Estados Unidos.
- Golfo de Fonseca, en Honduras.
- Lago Chilka, en la India.
- Delta del Níger, en Malí.
- Pantanos de Centla, en Tabasco, México.
- Humedales de la Ría Lagartos, en la península de Yucatán, México.
- Golfo de Darién, en la frontera Colombia-.
- Laguna Los Milagros, en Perú.
- Pantanos de Villa, en Perú.
- Humedales de Ventanilla, en Perú.[65]
- Humedales de Villa María, en Chimbote[66] Perú.
- Parque del Humedal de Santa Lucía, en Sudáfrica.
- Humedales del Santa Lucía, en Uruguay.[67]
- Phú Quốc, en Vietnam.
- Mar Menor, en España.
- Tablas de Daimiel, en España.
- Lagunas de Ruidera (La Mancha), en España
- Parque nacional Manglares del Bajo Yuna, República Dominicana